# Stadttheater Kaufbeuren

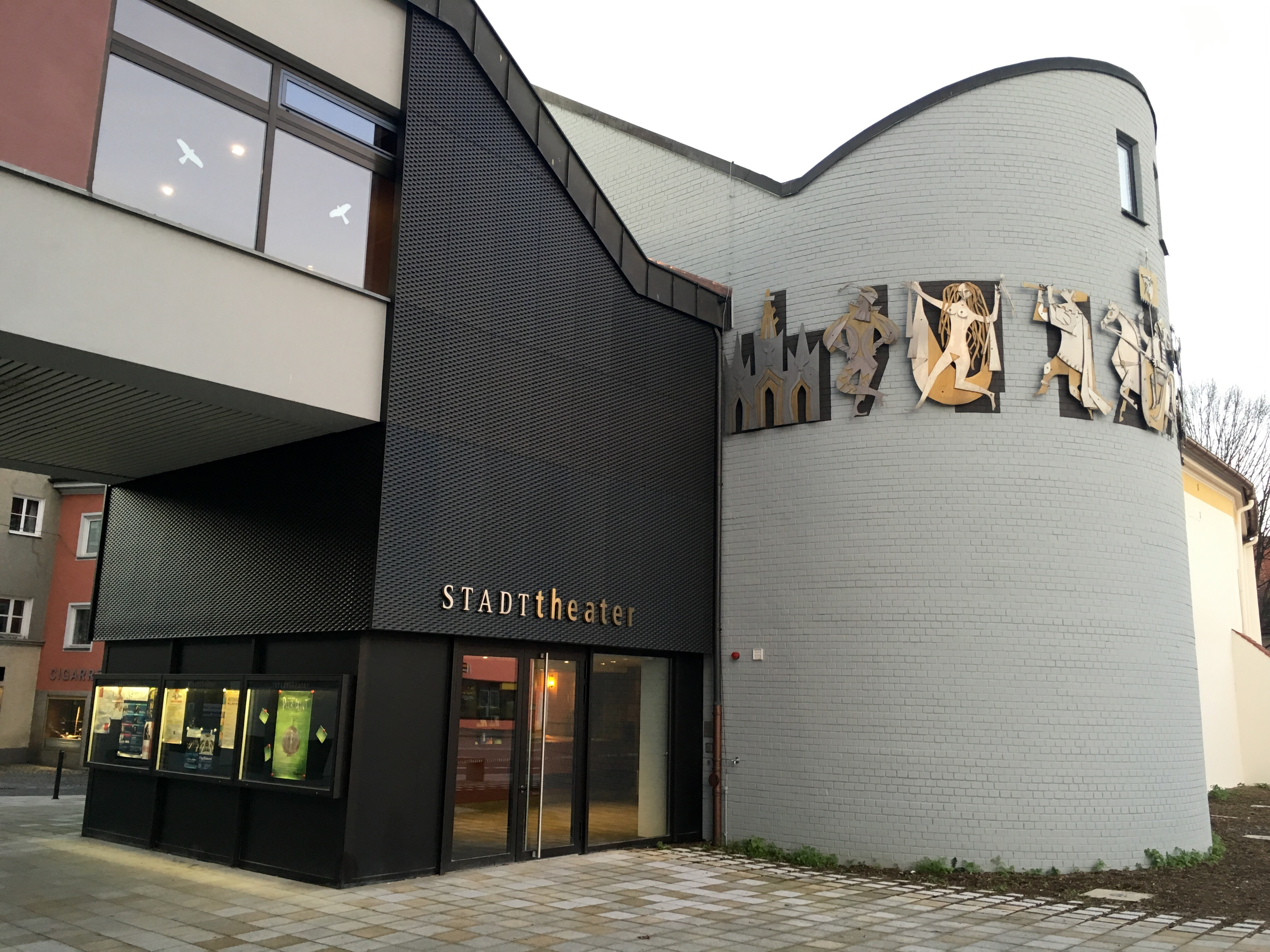
Stadttheater Kaufbeuren nach der Renovierung 2015

Das Stadttheater Kaufbeuren ist das städtische Theater von Kaufbeuren. Das am östlichen Rand der Altstadt im Rosental gelegene und denkmalgeschützte Haus bot 263 Sitz- und 10 Stehplätze und diente früher als Lagerstätte für Salz.

## Geschichte
Die 1804 von Kaufbeurer Bürgern gegründete „Dramatische Liebhabergesellschaft“ erwarb am 18. Januar 1805 im Rosental das ehemalige städtische Gerätehaus und ließ es zu einem Theater ausbauen. Zu den frühen Förderern des Hauses gehörten unter anderem Johann Georg Heinzelmann, Christoph Friedrich Heinzelmann, Johann Melchior Elch, Johann Christoph Meyer, Johann David Schäfer, Karl Jakob Stecher, Georg Jakob Wagenseil, Christoph Daniel Walch und Johann Jakob Hörmann von und zu Gutenberg. Das Haus wurde am 26. Dezember 1805 mit der Aufführung des Schauspiels Johanna von Montfaucon von August von Kotzebue eröffnet.
Nachdem die „Dramatische Liebhabergesellschaft“ in finanzielle Schwierigkeiten geriet, kauften Christoph Daniel Walch, Christoph Friedrich Heinzelmann und Georg Jakob Wagenseil das Theater am 25. Mai 1832. Nach dem Tod von Heinzelmann und Wagenseil bot Walch das Theater 1847 der Stadt zum Kauf an, der aber zunächst am Widerstand des Kreises Schwaben und Neuburg scheiterte. Erst als 1862 die Grundlage für ein Landestheater Schwaben gelegt wurde, das Bühnen in Kempten, Memmingen, Lindau und Kaufbeuren bespielen sollte, stimmte die Kreisregierung zu. Die Stadt erwarb das Haus am 14. Oktober 1862 unter der Bedingung, dass es als städtisches Theater erhalten bleibt.
Von 1866 bis 1868 wurde das Theater renoviert und dabei mit Logen, Galerien und einer Gasbeleuchtung ausgestattet. 1901/02 und 1907 wurden der Schnürboden erneuert, die Bühneneinrichtung modernisiert und Notausgänge eingebaut. 1924/25 wurden der Orchestergraben erweitert, der Innenraum umgestaltet, eine neue elektrische Beleuchtung installiert und eine Zentralheizung eingebaut.

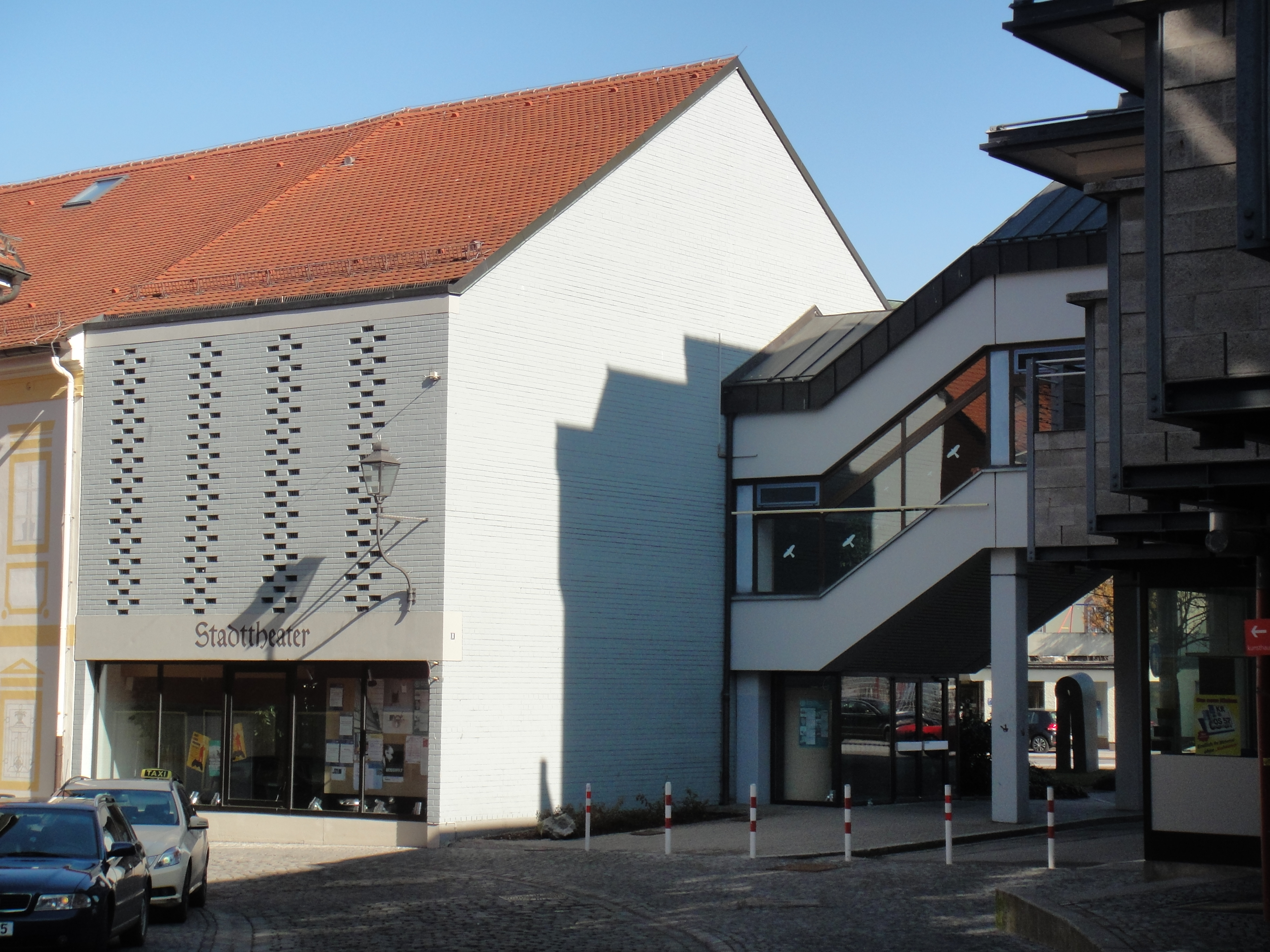
Stadttheater Kaufbeuren: Foyer mit Verbindungstrakt ins Rathaus vor der Renovierung

Die letzte Renovierung erfolgte 1970/71 mit der Erweiterung des Kaufbeurer Rathauses. Es wurden ein Verbindungstrakt zwischen Theater und Eingangshalle des Rathauses und ein neues Treppenhaus eingebaut. Zudem wurde ein Foyer mit Garderoben und Toilettenanlagen angebaut und ein aus 20.934 Einzelteilen gefertigter Theaterlüster des Herstellers Swarovski mit einem Durchmesser von 150 cm und einem Gewicht von 82 kg installiert. Der Zuschauerraum präsentiert sich ansonsten wieder weitgehend im Zustand von 1866/1868. Der U-förmige, recht niedrige Raum mit flacher Decke besitzt zwei Ränge, deren hölzerne Balkonbrüstungen von dünnen Vierkantstützen getragen werden.
Ab August 2014 wurde das Stadttheater vorübergehend für Renovierungsarbeiten geschlossen. Für 1.200.000 Euro wurden Umbauarbeiten durchgeführt, um den Innenbereich optisch aufzuwerten und das Foyer zu modernisieren. Nun kann das Stadttheater auch als Veranstaltungsort für gesellschaftliche Anlässe Verwendung finden. Die Wiedereröffnung war für September 2015 geplant, und fand am 2. Oktober 2015 mit der Theaterperformance Ein Tollhaus statt.

### Bühnenvorhang
Im Stadttheater Kaufbeuren ist der vermutlich älteste noch benutzte Bühnenvorhang Deutschlands zu finden. Er stammt aus dem Jahre 1805 und wurde vom Münchner Hoftheatermaler Joseph Hungermüller auf drei Querbahnen feingewebter Leinwand in Harzölfarbe gemalt. 1971 wurde der Vorhang restauriert.